# John Devitt
John Thomas Devitt (Granville, 4 febbraio 1937 – 17 agosto 2023) è stato un nuotatore australiano.

## Biografia
Specializzato nello stile libero, vinse quattro medaglie, di cui 2 d'oro, ai Giochi olimpici: a Melbourne 1956 l'oro nella staffetta 4x200 m sl e l'argento nei 100 m sl; a Roma 1960 l'oro nei 100 m sl e il bronzo nella staffetta 4x200 m sl
Fu primatista mondiale dei 100 m sl e delle staffette 4x100 m e 4x200 m sl e 4x100 m misti.
Fu inserito tra i Membri dell'International Swimming Hall of Fame.

## Palmarès
- Olimpiadi
  - Melbourne 1956: oro nella staffetta 4x200 m sl e argento nei 100 m sl.
  - Roma 1960: oro nei 100 m sl e bronzo nella staffetta 4x200 m sl.
- Giochi dell'Impero e del Commonwealth Britannico
  - 1958 - Cardiff: oro nei 110 yd sl e nelle staffette 4x110 yd sl e 4x110 yd misti.